# 館林ガス
館林ガス株式会社（たてばやしガス）は、群馬県館林市に本社を置く、日本の都市ガス、プロパンガスを主力とするエネルギー販売会社である。

## 概要
群馬県館林市において、1931年9月から都市ガスの供給を行っているガス事業者。また2016年からは電気の供給も行っている。
関連会社にプロパンガスを供給する館林液化ガス株式会社がある。

## 関連会社
館林液化ガス